# Vareniki
Vareniki (ukrajinski: вареники) su vrsta ukrajinskih punjenih knedli.
Vareniki su okruglice od beskvasnog tijesta u obliku kvadrata ili polumjeseca, punjene s pire krumpirom, kiselim kupusom, sirom, kupusom, mesom, tvrdo kuhanim jajima ili kombinacijom njih. Mogu biti punjenje i voćem. Vareniki su vrlo popularne u Ukrajini i Rusiji.
Jelo se priprema tako da se punjenje omota s tijestom te kuha nekoliko minuta, a zatim se prelije maslacem ili uljem. Naziv vareniki jednostavno znači "kuhana stvar" od pridjeva varenyy. U nekim regijama Ukrajine vareniki se ne kuhaju nego pare. Vareniki se obično preliju prženim čvarcima i lukom te se poslužuju s vrhnjem. Vareniki punjeni voćem poslužuju se s vrhnjem i šećerom. Sirova varenika (s tijestom nekuhane) može se smrznuti, a zatim kuhati tri minute.
U gradu Čerkasiju u središnjoj Ukrajini u rujnu 2006. podignut je spomenik vareniki.